# Gumnevel

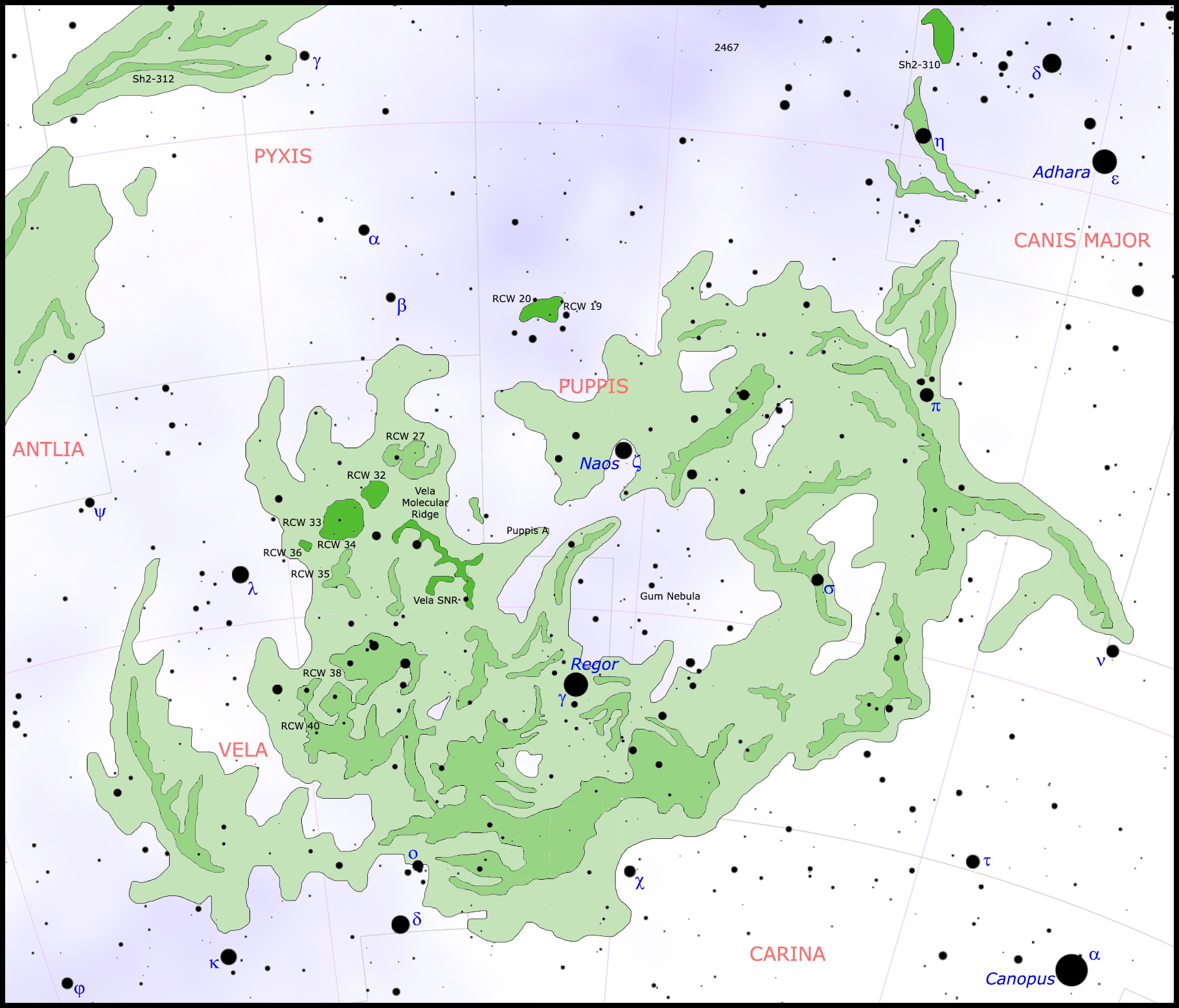
Kaart van de Gumnevel

De Gumnevel (ook: Gum 12) is een zeer uitgestrekte (36°) 
emissienevel en supernovarest in de sterrenbeelden Zeilen en Achtersteven. De nevel staat tegen de achtergrond van de Melkweg en is zo uitgestrekt dat hij niet opvalt. Pas in 1955 is hij door Colin Stanley Gum geïdentificeerd.
Niet alleen strekt de nevel zich uit aan het uitspansel, hij is ook bijzonder diep, hij strekt zich uit van 450 tot 1500 lichtjaar. De supernova die aan de oorsprong van deze nevel lag heeft meer dan een miljoen jaar geleden plaatsgevonden. In de Gumnevel ligt ook de 11000 jaar oude Vela-supernovarestant met de Vela-pulsar.
De nevel wordt geïoniseerd door de sterren Suhail al Muhlif en Naos.

## Bronnen

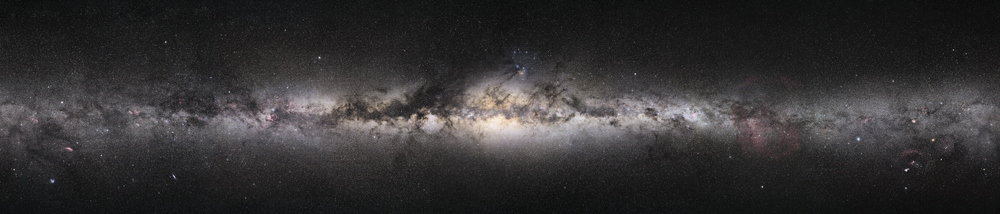
Gumnevel als rode nevel in de melkweg (rechts van het midden van de foto).